# Alexander Dawidowitsch Charadschajew

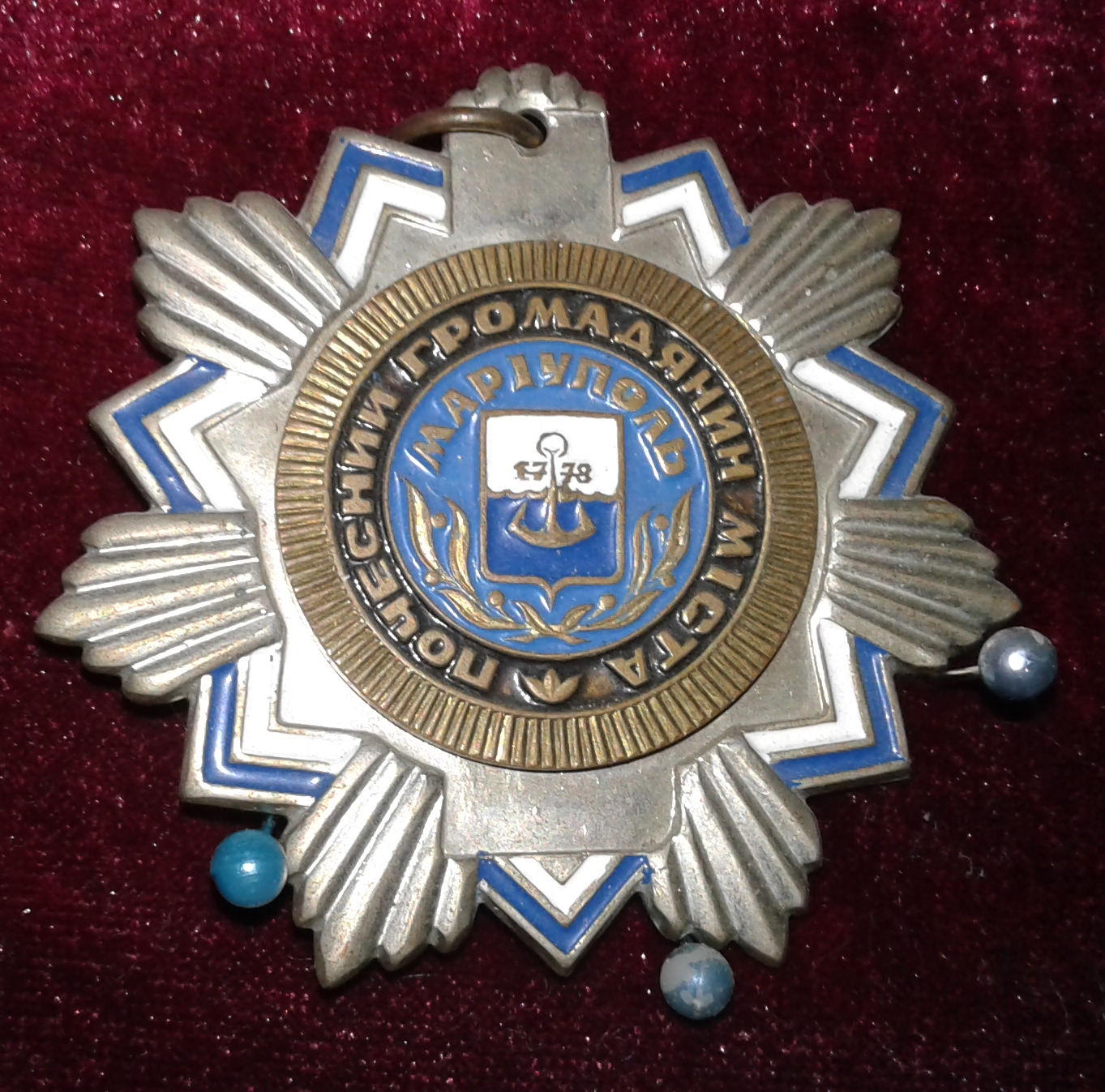
Charadschajew war Ehrenbürger Mariupols.

Alexander Dawidowitsch Charadschajew (russisch Александр Давидович Хараджаев; * 15. Oktober 1826 in Mariupol; † 6. Juni 1894 ebenda) war Kaufmann der ersten Gilde, Philanthrop, Bürgermeister (1860 bis 1864) sowie Ehrenbürger von Mariupol.

## Geschichte

### Familie

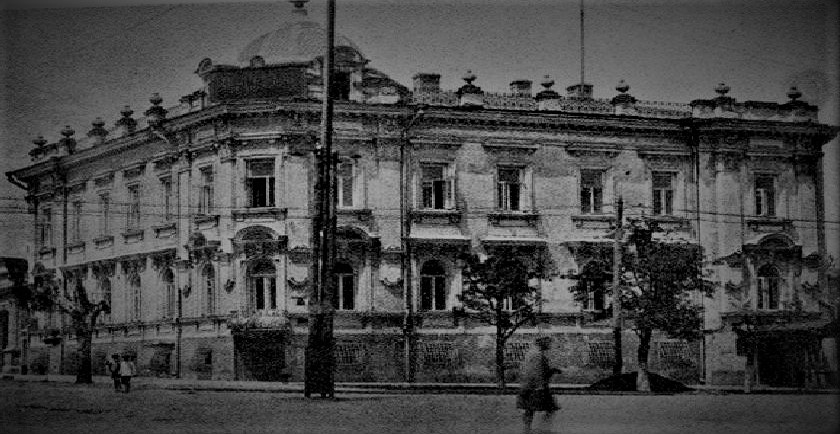
Haus Charadschajews in den Jahren 1875–1876 erbaut.

Charadschajew wurde als Sohn des griechischen Kaufmanns Dawid Antonowitsch Charadschi geboren. Er wurde auf dem alten Stadtfriedhof von Mariupol begraben. Sein Haus wurde in den Jahren 1875–1876 erbaut. Das Gebäude brannte im Zweiten Weltkrieg aus. An seiner Stelle wurde das Haus Kuindschi-Straße 48 erbaut.

### Kaufmann
Er baute das Geschäft seines Vaters aus, indem er ein Handelsbüro gründete, um Getreide in den umliegenden Dörfern zu kaufen und ins Ausland zu verkaufen. Dazu wurde er Reeder und gründete eine kleine Handelsflotte, wofür er mehr als ein Dutzend Segelschiffe und später mehrere  Dampfschiffe erwarb. Er erwarb zahlreiche Immobilien, darunter eine Kohlemine. Schließlich wurde er Kaufmann der ersten Gilde.

### Öffentliches Leben
Für die Zeit von 1860 bis 1864 wurde er zum Bürgermeister gewählt. Er nahm aktiv am öffentlichen Leben der Stadt teil und leistete karitative Unterstützung für verschiedene Institutionen. Im Laufe der Zeit engagierte er sich für die Schaffung von Turnhallen, Schulen und anderer Einrichtungen, wofür er zum Ehrenbürger ausgezeichnet wurde.